# Bieliczany (obwód grodzieński)
Bieliczany (biał. Белічаны) – wieś na Białorusi, położona w obwodzie grodzieńskim w rejonie grodzieńskim w sielsowiecie Sopoćkinie.
W latach 1921–1939 Bieliczany należały do gminy Balla Wielka w ówczesnym województwie białostockim.
Według Powszechnego Spisu Ludności z 1921 roku Bieliczany zamieszkiwane były przez 133 osoby, wszyscy zdeklarowali wyznanie rzymskokatolickiei polską przynależność narodową. 